# Supercoupe d'Ukraine de football 2008
La Supercoupe d'Ukraine 2008 (ukrainien : Суперкубок України з футболу 2008, transcription : Superkubok Ukraïny 2008) est la cinquième édition de la Supercoupe d'Ukraine, épreuve qui oppose le champion d'Ukraine au vainqueur de la Coupe d'Ukraine. Disputée le 15 juillet 2008 au Stade Vorskla de Poltava en Ukraine devant 24 850 spectateurs, la rencontre est remportée par le Chakhtar Donetsk aux dépens du Dynamo Kiev sur le score de 1-1 après prolongation, cinq tirs au but à trois.

## Participants
La rencontre oppose le Dynamo Kiev au Chakhtar Donetsk. Le Chakthar se qualifie au titre de leur doublé Coupe-Championnat 2007. Le Dynamo se qualifie pour la Supercoupe à la suite de ses places de dauphin en championnat et de finaliste de Coupe.

## Rencontre
Le match se déroule sur un temps de quatre-vingt-dix minutes. En cas d'égalité, une séance de tirs au but a lieu sans période de prolongation préalable.
Depuis l'instauration de cette compétition en 2004, les deux clubs sont les uniques à y avoir participé et l'on assiste donc à un cinquième Dynamo Kiev - Chakhtar Donetsk consécutif. Kiev ouvre le score dans les premières minutes par l'intermédiaire d'Artem Milevskyi puis Dmytro Chygrynskyi égalise à 1-1 au cours de la première mi-temps. Le score reste inchangé jusqu'au terme de la partie et la séance de tirs au but commence. L'ensemble des joueurs gagne leur duel face au gardien adverse hormis le tireur du Dynamo Pape Diakhaté et le Chakhtar Donetsk remporte l'épreuve par cinq tirs au but à trois.

## Feuille de match
| 15 juillet 2008           | Dynamo Kiev                               | 1 - 1             | Chakhtar Donetsk                                 | Stade Butovsky Vorskla, Poltava                 |                                                 |
| Historique des rencontres | Milevskyi 6e                              | (1 - 1)           | 38e Chygrynskyi                                  | Spectateurs : 24 850 Arbitrage : Wolfgang Stark | Spectateurs : 24 850 Arbitrage : Wolfgang Stark |
| Historique des rencontres | Yarmolenko · Diakhaté · Ninković · Aliyev | Tirs au but 3 - 5 | Fernandinho · Raț · Chygrynskyi · Srna · Brandão | Spectateurs : 24 850 Arbitrage : Wolfgang Stark | Spectateurs : 24 850 Arbitrage : Wolfgang Stark |

|  |  |

| Gardien de but | 1             | Oleksandr Shovkovskiy |     |     |  |
| D              | 3             | Betão                 |     |     |  |
| D              | 15            | Pape Diakhaté         | 48e |     |  |
| D              | 17            | Taras Mykhalyk        |     |     |  |
| D              | 26            | Andriy Nesmachny      |     |     |  |
| M              | 5             | Ognjen Vukojević      |     |     |  |
| M              | 37            | Ayila Yussuf          |     |     |  |
| M              | 4             | Tiberiu Ghioane       | 17e | 62e |  |
| M              | 16            | Maksim Shatskikh      |     |     |  |
| M              | 36            | Miloš Ninković        |     |     |  |
| A              | 25            | Artem Milevskyi       |     | 81e |  |
| Remplaçants :  |               |                       |     |     |  |
| Gardien de but | 21            | Taras Lutsenko        |     |     |  |
| D              | 2             | Oleh Dopilka          |     |     |  |
| D              | 23            | Oleksandr Romanchuk   |     |     |  |
| M              | 8             | Oleksandr Aliyev      |     | 62e |  |
| M              | 9             | Mykola Morozyuk       |     |     |  |
| A              | 22            | Artem Kravets         |     |     |  |
| A              | 70            | Andriy Yarmolenko     |     | 81e |  |
| Entraîneur :   |               |                       |     |     |  |
|                | Iouri Siomine |                       |     |     |  |

| Gardien de but | 12             | Rustam Khudzhamov   |  |     |  |
| D              | 33             | Darijo Srna         |  |     |  |
| D              | 27             | Dmytro Chygrynskyi  |  |     |  |
| D              | 5              | Oleksandr Kucher    |  |     |  |
| D              | 26             | Răzvan Raț          |  |     |  |
| M              | 3              | Tomáš Hübschman     |  |     |  |
| M              | 4              | Igor Duljaj         |  |     |  |
| M              | 22             | Willian             |  | 46e |  |
| M              | 11             | Ilsinho             |  | 71e |  |
| M              | 7              | Fernandinho         |  |     |  |
| A              | 10             | Jevhen Selezn'ov    |  | 71e |  |
| Remplaçants :  |                |                     |  |     |  |
| Gardien de but | 30             | Andrei Pyatov       |  |     |  |
| D              | 13             | Vyacheslav Shevchuk |  |     |  |
| D              | 32             | Mykola Ischenko     |  |     |  |
| M              | 8              | Jádson              |  | 71e |  |
| A              | 17             | Luiz Adriano        |  |     |  |
| A              | 21             | Oleksandr Gladkiy   |  |     |  |
| A              | 25             | Brandão             |  | 46e |  |
| Entraîneur :   |                |                     |  |     |  |
|                | Mircea Lucescu |                     |  |     |  |